# Senegal ai Giochi della XXVIII Olimpiade
Il Senegal partecipò ai Giochi della XXVIII Olimpiade, svoltisi ad Atene, Grecia, dal 13 al 29 agosto 2004, con una delegazione di 16 atleti impegnati in sei discipline.

## Delegazione
| Sport            | Uomini | Donne | Totale |
| ---------------- | ------ | ----- | ------ |
| Atletica leggera | 3      | 6     | 9      |
| Judo             | -      | 1     | 1      |
| Lotta            | 1      | -     | 1      |
| Nuoto            | 1      | 1     | 2      |
| Scherma          | -      | 2     | 2      |
| Tennistavollo    | 1      | -     | 1      |
| Totale           | 6      | 10    | 16     |

## Risultati

### Atletica leggera
| Q | Qualificato al turno successivo per la Classifica in qualificazione                                                          |
| q | Qualificato per il turno successivo per ripescaggio o, negli eventi su campo, conquistando la misura minima per qualificarsi |

Maschile
Eventi su pista e strada
| Atleta          | Evento      | Batteria  | Batteria   | Quarti di finale | Quarti di finale | Semifinale      | Semifinale      | Finale          | Finale          |
| Atleta          | Evento      | Risultato | Classifica | Risultato        | Classifica       | Risultato       | Classifica      | Risultato       | Classifica      |
| --------------- | ----------- | --------- | ---------- | ---------------- | ---------------- | --------------- | --------------- | --------------- | --------------- |
| Oumar Loum      | 200 m piani | 20"97     | 6º         | non qualificato  | non qualificato  | non qualificato | non qualificato | non qualificato | non qualificato |
| Abdoulaye Wagne | 800 m piani | 1'47"95   | 5º         | N.D.             | N.D.             | non qualificato | non qualificato | non qualificato | non qualificato |

Eventi sul campo
| Atleta           | Evento         | Qualificazioni | Qualificazioni | Finale          | Finale          |
| Atleta           | Evento         | Distanza       | Classifica     | Distanza        | Classifica      |
| ---------------- | -------------- | -------------- | -------------- | --------------- | --------------- |
| Ndiss Kaba Badji | Salto in lungo | 7,74 m         | 27º            | non qualificato | non qualificato |

Femminile
Eventi su pista e strada
| Atleta                                                     | Evento            | Batteria  | Batteria   | Semifinale      | Semifinale      | Finale          | Finale          |
| Atleta                                                     | Evento            | Risultato | Classifica | Risultato       | Classifica      | Risultato       | Classifica      |
| ---------------------------------------------------------- | ----------------- | --------- | ---------- | --------------- | --------------- | --------------- | --------------- |
| Fatou Bintou Fall                                          | 400 m piani       | 51"87     | 4ª q       | 51"21           | 4ª              | non qualificata | non qualificata |
| Amy Mbacké Thiam                                           | 400 m piani       | 52"44     | 5ª         | non qualificata | non qualificata | non qualificata | non qualificata |
| Mame Tacko Diouf                                           | 400 m ostacoli    | 57"25     | 6ª         | non qualificata | non qualificata | non qualificata | non qualificata |
| Aïda Diop Aminata Diouf Mame Tacko Diouf Fatou Bintou Fall | Staffetta 4×400 m | 3'35"18   | 8ª         | N.D.            | N.D.            | non qualificate | non qualificate |

Eventi sul campo
| Atleta     | Evento         | Qualificazioni | Qualificazioni | Finale          | Finale          |
| Atleta     | Evento         | Distanza       | Classifica     | Distanza        | Classifica      |
| ---------- | -------------- | -------------- | -------------- | --------------- | --------------- |
| Kéné Ndoye | Salto triplo   | 6,45 m         | 22ª            | non qualificata | non qualificata |
| Kéné Ndoye | Salto in lungo | 14,79 m        | 4ª Q           | 14,18 m         | 14ª             |

### Judo
Femminile
| Atleta            | Evento | Preliminari          | 16-esimi                   | Ottavi               | Quarti               | Semifinali              | Ripescaggio          | Finale               | Pos.            |
| Atleta            | Evento | Avversaria Punteggio | Avversaria Punteggio       | Avversaria Punteggio | Avversaria Punteggio | Avversaria Punteggio    | Avversaria Punteggio | Avversaria Punteggio | Pos.            |
| ----------------- | ------ | -------------------- | -------------------------- | -------------------- | -------------------- | ----------------------- | -------------------- | -------------------- | --------------- |
| Hortense Diédhiou | −52 kg | Bye                  | Yokosawa (JPN) P 0100–0101 | non qualificata      | non qualificata      | Ri Ss (PRK) P 0000–0020 | non qualificata      | non qualificata      | non qualificata |

### Lotta

#### Libera
Maschile
| Atleta     | Evento | Fase a gironi          | Fase a gironi        | Fase a gironi        | Fase a gironi | Quarti di finale     | Semifinale           | Finale / FB          | Finale / FB |
| Atleta     | Evento | Avversario Risultato   | Avversario Risultato | Avversario Risultato | Pos.          | Avversario Risultato | Avversario Risultato | Avversario Risultato | Pos.        |
| ---------- | ------ | ---------------------- | -------------------- | -------------------- | ------------- | -------------------- | -------------------- | -------------------- | ----------- |
| Matar Sène | −84 kg | Sažidov (RUS) P 0–4 ST | Aliev (TJK) P 1–3 PP | Ghiţă (ROU) P 1–3 PP | 4º            | non qualificato      | non qualificato      | non qualificato      | 17º         |

### Nuoto
Maschile
| Atleta      | Evento      | Batteria  | Batteria   | Semifinale      | Semifinale      | Finale          | Finale          |
| Atleta      | Evento      | Risultato | Classifica | Risultato       | Classifica      | Risultato       | Classifica      |
| ----------- | ----------- | --------- | ---------- | --------------- | --------------- | --------------- | --------------- |
| Malick Fall | 100 m rana  | 1'04"50   | 40º        | non qualificato | non qualificato | non qualificato | non qualificato |
| Malick Fall | 200 m rana  | 2'22"31   | 43º        | non qualificato | non qualificato | non qualificato | non qualificato |
| Malick Fall | 200 m misti | 2'12"13   | 47º        | non qualificato | non qualificato | non qualificato | non qualificato |

Femminile
| Atleta       | Evento     | Batteria  | Batteria   | Semifinale      | Semifinale      | Finale          | Finale          |
| Atleta       | Evento     | Risultato | Classifica | Risultato       | Classifica      | Risultato       | Classifica      |
| ------------ | ---------- | --------- | ---------- | --------------- | --------------- | --------------- | --------------- |
| Khadija Ciss | 200 m rana | 2'09"04   | 40ª        | non qualificata | non qualificata | non qualificata | non qualificata |
| Khadija Ciss | 800 m rana | 9'20"06   | 29ª        | non qualificata | non qualificata | non qualificata | non qualificata |

### Scherma
Femminile
| Atleta        | Evento               | Trentaduesimi           | Sedicesimi                 | Ottavi di finale     | Quarti di finale     | Semifinali           | Finale               | Pos.            |
| Atleta        | Evento               | Avversario Risultato    | Avversario Risultato       | Avversario Risultato | Avversario Risultato | Avversario Risultato | Avversario Risultato | Pos.            |
| ------------- | -------------------- | ----------------------- | -------------------------- | -------------------- | -------------------- | -------------------- | -------------------- | --------------- |
| Aminata Ndong | Spada individuale    | Sidīropoulou (GRE) P WO | non qualificata            | non qualificata      | non qualificata      | non qualificata      | non qualificata      | non qualificata |
| Nafi Toure    | Sciabola individuale | N.D.                    | Gheorghițoaia (ROU) P 6–15 | non qualificata      | non qualificata      | non qualificata      | non qualificata      | non qualificata |

### Tennistavolo
Maschile
| Atleta        | Evento           | 1º turno             | 2º turno             | 3º turno             | 4º turno             | Quarti di finale     | Semifinali           | Finale / FB          | Finale / FB     |
| Atleta        | Evento           | Avversario Risultato | Avversario Risultato | Avversario Risultato | Avversario Risultato | Avversario Risultato | Avversario Risultato | Avversario Risultato | Pos.            |
| ------------- | ---------------- | -------------------- | -------------------- | -------------------- | -------------------- | -------------------- | -------------------- | -------------------- | --------------- |
| Mohamed Guèye | Singolo maschile | Wosik (GER) P 0–4    | non qualificato      | non qualificato      | non qualificato      | non qualificato      | non qualificato      | non qualificato      | non qualificato |